# توريسيلا
توريسيلا (بالإيطالية: Torricella in Sabina) هي كومونا (بلدية) تقع في مقاطعة رييتي في منطقة لاتيوم الإيطالية، وتقع على بعد حوالي 50 كيلومترا (31 ميل) شمال شرق روما وحوالي 15 كيلومترا (9 ميل) جنوب رييتي.
تحد توريسيلا البلديات التالية: Belmonte in Sabina ,Casaprota، Monteleone Sabino،، Poggio Moiano، Poggio San Lorenzo، رييتي، Rocca Sinibalda الواقعة بالقرب من فيا سالاريا القديمة، وفي العصور الوسطى كانت تمتلك دير فارفا (Abbey of Farfa).